# LOLCODE
LOLCODE ist eine esoterische Programmiersprache (angelehnt an den Netzjargon Lolspeak des humoristischen Internet-Phänomens Lolcat) und wurde im Jahr 2007 von Adam Lindsay an der Lancaster University entwickelt. Die Sprache ist bezüglich Syntax und Operatoren nicht klar definiert, jedoch existieren verschiedene funktionierende Interpreter und Compiler.

## Struktur der Sprache und Beispiele
Nachstehend ein Beispiel für ein Hello-World-Programm in LOLCODE:

### Beispiel 1
```
HAI 1.2
CAN HAS STDIO?
VISIBLE "HAI WORLD!"
KTHXBYE

```

| Code               | Comment |
| ------------------ | --- |
| HAI [VERSION]      | Ein LOLCODE-Programm beginnt mit der Section HAI ("Hi!") und endet mit KTHXBYE. Bei dem Befehl HAI wird noch die Versionsnummer von LOLCODE angegeben, die zurzeit nicht von allen Implementierungen ausgewertet wird.        |
| CAN HAS [LIBRARY]? | In vielen Programmiersprachen ist einer der ersten Befehle das Einbinden einer Bibliothek für die Standardbefehle wie z. B. Ein- und Ausgabe. In LOLCODE existiert dafür der Befehl CAN HAS, der zurzeit aber ignoriert wird. |
| VISIBLE [MESSAGE]  | Gibt den Text aus dem Feld MESSAGE bzw. der "Zeichenkette" am Bildschirm aus. |
| KTHXBYE            | Mit der HAI Section beginnt ein LOLCODE-Programm, mit KTHXBYE wird diese Section beendet. KTHXBYE bedeutet "K," "THX," und "Bye" also "OK, thanks, bye".                                                                      |

### Beispiel 2
```
 HAI 1.2
 CAN HAS STDIO?
 PLZ OPEN FILE "LOLCATS.TXT"?
     AWSUM THX
         VISIBLE FILE
     O NOES
         INVISIBLE "ERROR!"
 KTHXBYE 

```

In diesem Beispiel werden die Befehle zur Dateibehandlung vorgestellt (PLZ OPEN FILE "NAME"?—"Bitte öffne eine Datei namens "NAME""), und Fehlerbehandlung (AWSUM THX—"Toll, danke", und O NOES—"Oh nein!").
Andere verwendete Befehle sind I HAS A variable um Variablen zu deklarieren, variable R value ("variable [ist] Wert") für Wertzuweisungen zu einer Variable, Fehlermeldungen ausgeben mit INVISIBLE anstatt VISIBLE, und BTW ("by the way") um einen Kommentar einzuleiten, der von LOLCODE ignoriert wird.
Schleifen beginnen mit IM IN YR label und werden beendet mit IM OUTTA YR label. Schleifen werden mit dem Befehl ENUF ("enough, genug") abgebrochen, oder, in älteren Versionen mit GTFO. Schleifen können außerdem mit dem Befehl KTHX verlassen werden.

### Beispiel 3
```
HAI 1.0
CAN HAS STDIO?
I HAS A VAR
IM IN YR LOOP
   UP VAR!!1
   VISIBLE VAR
   IZ VAR BIGGER THAN 10? KTHX
IM OUTTA YR LOOP
KTHXBYE
```

Dieses einfache Programm zeigt die Zahlen 1 bis 11 an (Spezifikation 1.0). Dasselbe Programm gemäß Spezifikation 1.2 sieht so aus:
```
HAI 1.2
CAN HAS STDIO?
I HAS A VAR
IM IN YR LOOP UPPIN YR VAR TIL BOTH SAEM VAR AN 10
    VISIBLE SUM OF VAR AN 1
IM OUTTA YR LOOP
KTHXBYE
```

## Implementierungen
Die erste Implementierung wurde von Jeff Jones in PHP geschrieben. Die Website dieses Parsers war auch die erste Website, die LOLCODE als Skriptsprache verwendete. Weitere Implementierungen sind:
- .NET-Compiler für LOLCODE (ein Projekt von Nick Johnson)[4]
- PL/LOLCODE für LOLCODE als eine in PostgreSQL integrierte serverseitige Programmiersprache (ein Projekt von Josh Tolley)[5]
- LOLCODE-Implementierung von Microsoft zu Testzwecken[6]
- Konverter für LOLCODE nach JavaScript[7]
- LOLCODE-Compiler für die Parrot virtual machine[8]
- LoLCode 1337 Compiler samt virtueller Maschine und Debugger in C[9]
- Version für paralleles und verteiltes Rechnen mit LOLCODE[10]

## Ähnliche Projekte
- LOLPython (entwickelt von Andrew Dalke) verwendet an LOLCODE angelehnte Befehle, jedoch in einer der Programmiersprache Python ähnlichen Syntax. LOLPython übersetzt den Quellcode in Python-Code.[11]
- ArnoldC ist eine weitere Anlehnung an LOLCODE und verwendet (anstatt der lolspeak-ähnlichen Syntax) Zitate aus diversen Arnold-Schwarzenegger-Filmen.[12]

## Aktuelle Rezeption
HackerRank, ein internationales Netzwerk miteinander konkurrierender Programmierer (mit Hauptsitz in Palo Alto), lobte für Januar 2016 einen Programmier-Wettbewerb in LOLCODE aus. Im März 2017 wurde LOLCODE ferner an der Cornell University verwendet, um die Programmiermodelle Single-Program Multiple-Data und Partitioned Global Address Space zu vermitteln, wobei die unterhaltsame Struktur dieser Programmiersprache ein ansprechendes Vermittlungswerkzeug für eine Studentenschaft darstellt, die mit Internet-Memes aufgewachsen ist (Meme-based learning). Da bei esoterischen Programmiersprachen bislang keine Unterstützung für Parallelrechner oder verteilte Systeme vorgesehen war, wurden im Rahmen dieses Projekts entsprechende Compiler und Plug-ins programmiert, die sogar für Supercomputer skalierbar sein sollen. Die Entwickler planen, diese als Open Source Ressourcen zu veröffentlichen, und empfehlen sie explizit zur Anwendung für didaktische Zwecke.